# Ligré
Ligré est une commune française du département d'Indre-et-Loire, en région Centre-Val de Loire.

## Géographie
| Chinon             | Rivière | Anché  |
| La Roche-Clermault | Ligré   | Lémeré |
| Marçay             | Assay   |        |

### Hydrographie

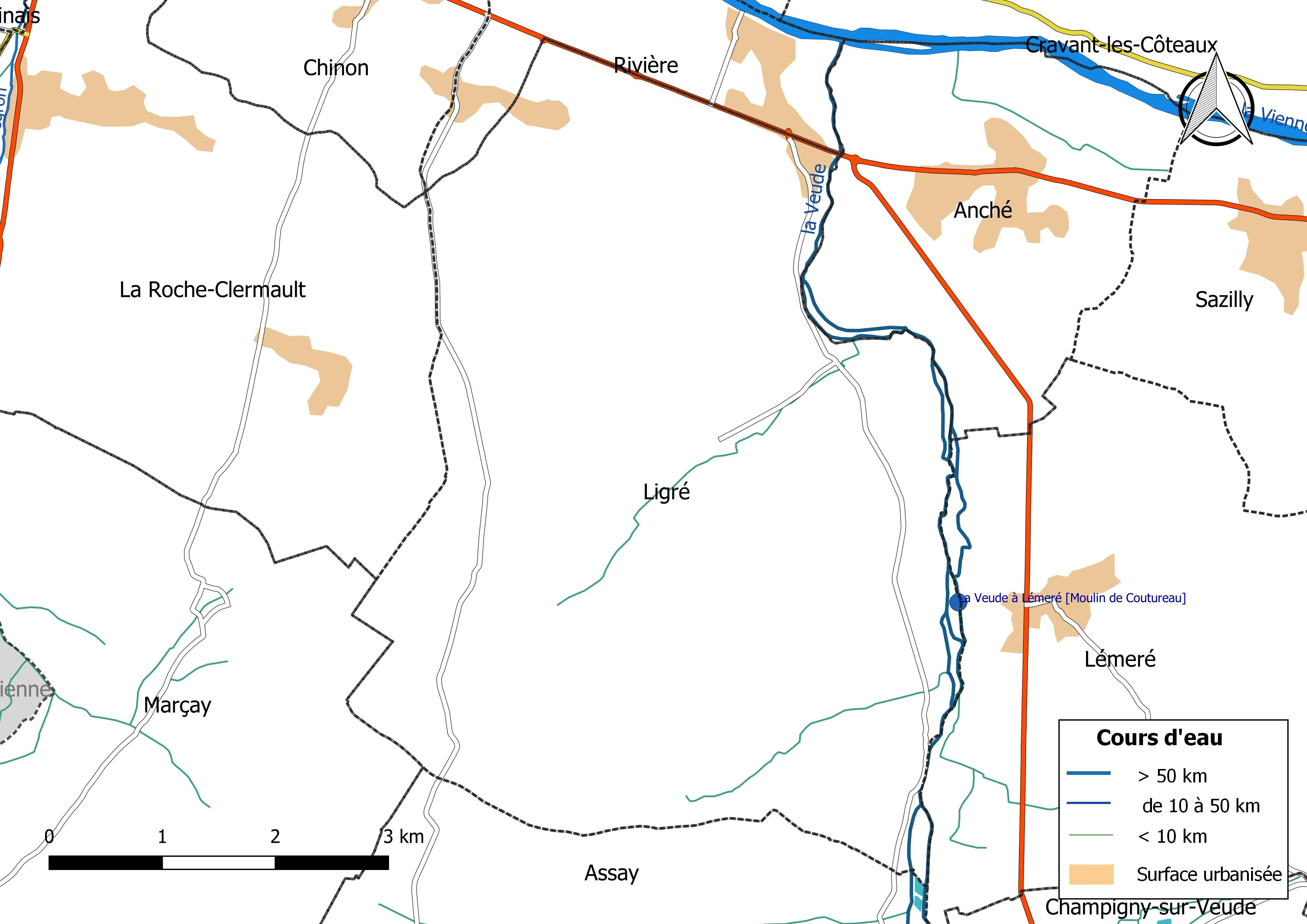
Réseau hydrographique de Ligré.

Le réseau hydrographique communal, d'une longueur totale de 14,6 km, comprend un cours d'eau notable, la Veude (5,345 km), et trois petits cours d'eau pour certains temporaires,.
La Veude, d'une longueur totale de 42,2 km, prend sa source à une altitude de 150 m sur la commune de Thuré (Vienne) et se jette  dans la Vienne à 36 m d'altitude, à la limite entre les communes d'Anché et de Rivière, après avoir traversé 14 communes. La station hydrométrique de Lémeré permet de caractériser les paramètres hydrométriques de la Veude. Le débit mensuel moyen (calculé sur 22 ans pour cette station) varie de 0,32 m3/s au mois d'août  à 2,31 m3/s au mois de février. Le débit instantané maximal observé sur cette station est de 24,90 m3/s le 20 juin 2013, la hauteur maximale relevée a été de 2,57 m ce même jour,.
Sur le plan piscicole, la Veude est classée en deuxième catégorie piscicole. Le groupe biologique dominant est constitué essentiellement de poissons blancs (cyprinidés) et de carnassiers (brochet, sandre et perche).
Une zone humide a été répertoriée sur la commune par la direction départementale des territoires (DDT) et le Conseil départemental d'Indre-et-Loire : « la vallée de la Veude », « la vallée de la Veude de Bel Ebat à la confluence »,.

### Climat
Pour des articles plus généraux, voir Climat du Centre-Val de Loire et Climat d'Indre-et-Loire.
En 2010, le climat de la commune est de type climat océanique altéré, selon une étude du Centre national de la recherche scientifique s'appuyant sur une série de données couvrant la période 1971-2000. En 2020, Météo-France publie une typologie des climats de la France métropolitaine dans laquelle la commune est toujours exposée à un climat océanique altéré et est dans la région climatique Moyenne vallée de la Loire, caractérisée par une bonne insolation (1 850 h/an) et un été peu pluvieux.
Pour la période 1971-2000, la température annuelle moyenne est de 11,8 °C, avec une amplitude thermique annuelle de 14,8 °C. Le cumul annuel moyen de précipitations est de 679 mm, avec 10,5 jours de précipitations en janvier et 6,3 jours en juillet. Pour la période 1991-2020, la température moyenne annuelle observée sur la station météorologique installée sur la commune est de 12,5 °C et le cumul annuel moyen de précipitations est de 653,1 mm,. Pour l'avenir, les paramètres climatiques de la commune estimés pour 2050 selon différents scénarios d'émission de gaz à effet de serre sont consultables sur un site dédié publié par Météo-France en novembre 2022.
| Mois                                  | jan.            | fév.           | mars           | avril         | mai           | juin          | jui.         | août          | sep.          | oct.          | nov.            | déc.             | année      |
| ------------------------------------- | --------------- | -------------- | -------------- | ------------- | ------------- | ------------- | ------------ | ------------- | ------------- | ------------- | --------------- | ---------------- | ---------- |
| Température minimale moyenne (°C)     | 2,4             | 2,1            | 3,8            | 5,6           | 9,2           | 12,4          | 13,9         | 13,8          | 10,8          | 8,7           | 5               | 2,8              | 7,5        |
| Température moyenne (°C)              | 5,4             | 6              | 8,7            | 11,2          | 14,9          | 18,4          | 20,3         | 20,2          | 16,8          | 13,2          | 8,6             | 5,8              | 12,5       |
| Température maximale moyenne (°C)     | 8,4             | 9,9            | 13,6           | 16,8          | 20,6          | 24,3          | 26,6         | 26,5          | 22,7          | 17,7          | 12,1            | 8,8              | 17,3       |
| Record de froid (°C) date du record   | −12,9 07.01.09  | −12,6 07.02.12 | −12,1 01.03.05 | −4,2 07.04.08 | −1 14.05.10   | 3,7 01.06.06  | 5,6 10.07.04 | 5,4 30.08.09  | 1,7 29.09.07  | −2,8 25.10.03 | −8,6 24.11.1998 | −10,8 29.12.1996 | −12,9 2009 |
| Record de chaleur (°C) date du record | 16,7 05.01.1999 | 23,5 27.02.19  | 26 31.03.21    | 29,7 20.04.18 | 32,7 28.05.17 | 41,1 29.06.19 | 41 25.07.19  | 40,2 07.08.20 | 36,4 14.09.20 | 30,9 03.10.11 | 23,2 07.11.15   | 18,9 07.12.00    | 41,1 2019  |
| Précipitations (mm)                   | 58,3            | 49,4           | 46,5           | 50,4          | 57,3          | 47,6          | 43,5         | 49            | 49,7          | 65,4          | 67,7            | 68,3             | 653,1      |

## Urbanisme

### Typologie
Au 1er janvier 2024, Ligré est catégorisée commune rurale à habitat dispersé, selon la nouvelle grille communale de densité à sept niveaux définie par l'Insee en 2022.
Elle appartient à l'unité urbaine de Chinon, une agglomération intra-départementale regroupant trois  communes, dont elle est une commune de la banlieue,,. Par ailleurs la commune fait partie de l'aire d'attraction de Chinon, dont elle est une commune de la couronne,. Cette aire, qui regroupe 20 communes, est catégorisée dans les aires de moins de 50 000 habitants,.

### Occupation des sols
L'occupation des sols de la commune, telle qu'elle ressort de la base de données européenne d’occupation biophysique des sols Corine Land Cover (CLC), est marquée par l'importance des territoires agricoles (90 % en 2018), en diminution par rapport à 1990 (91,8 %). La répartition détaillée en 2018 est la suivante : 
terres arables (70,7 %), zones agricoles hétérogènes (11 %), forêts (7,3 %), prairies (4,8 %), cultures permanentes (3,5 %), zones urbanisées (2,8 %). L'évolution de l’occupation des sols de la commune et de ses infrastructures peut être observée sur les différentes représentations cartographiques du territoire : la carte de Cassini (XVIIIe siècle), la carte d'état-major (1820-1866) et les cartes ou photos aériennes de l'IGN pour la période actuelle (1950 à aujourd'hui).

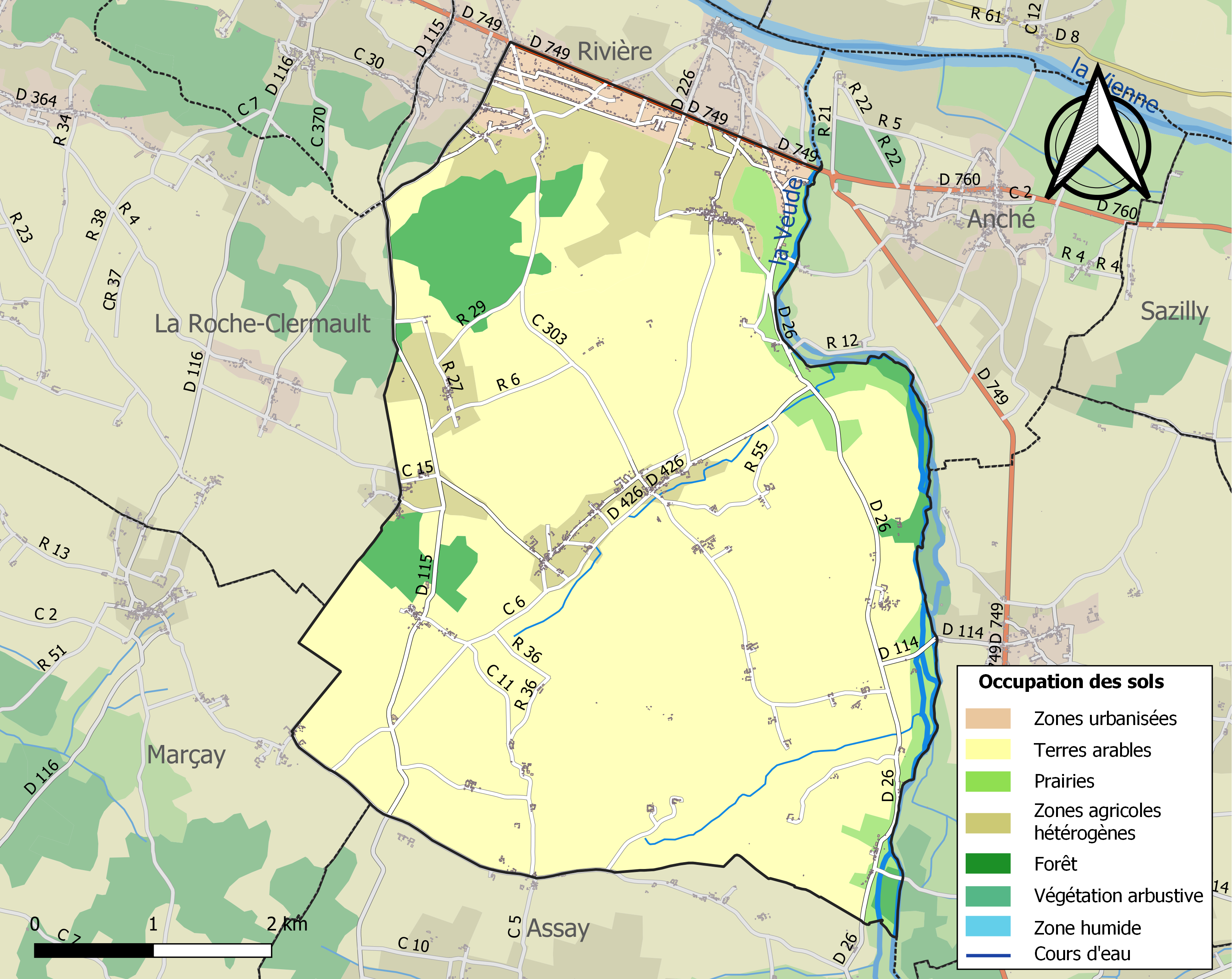
Carte des infrastructures et de l'occupation des sols de la commune en 2018 (CLC).

### Risques majeurs
Le territoire de la commune de Ligré est vulnérable à différents aléas naturels : météorologiques (tempête, orage, neige, grand froid, canicule ou sécheresse), inondations et séisme (sismicité faible). Il est également exposé à un risque technologique, le risque nucléaire. Un site publié par le BRGM permet d'évaluer simplement et rapidement les risques d'un bien localisé soit par son adresse soit par le numéro de sa parcelle.

#### Risques naturels
Certaines parties du territoire communal sont susceptibles d’être affectées par le risque d’inondation par débordement de cours d'eau, notamment la Veude. La commune a été reconnue en état de catastrophe naturelle au titre des dommages causés par les inondations et coulées de boue survenues en 1999,.

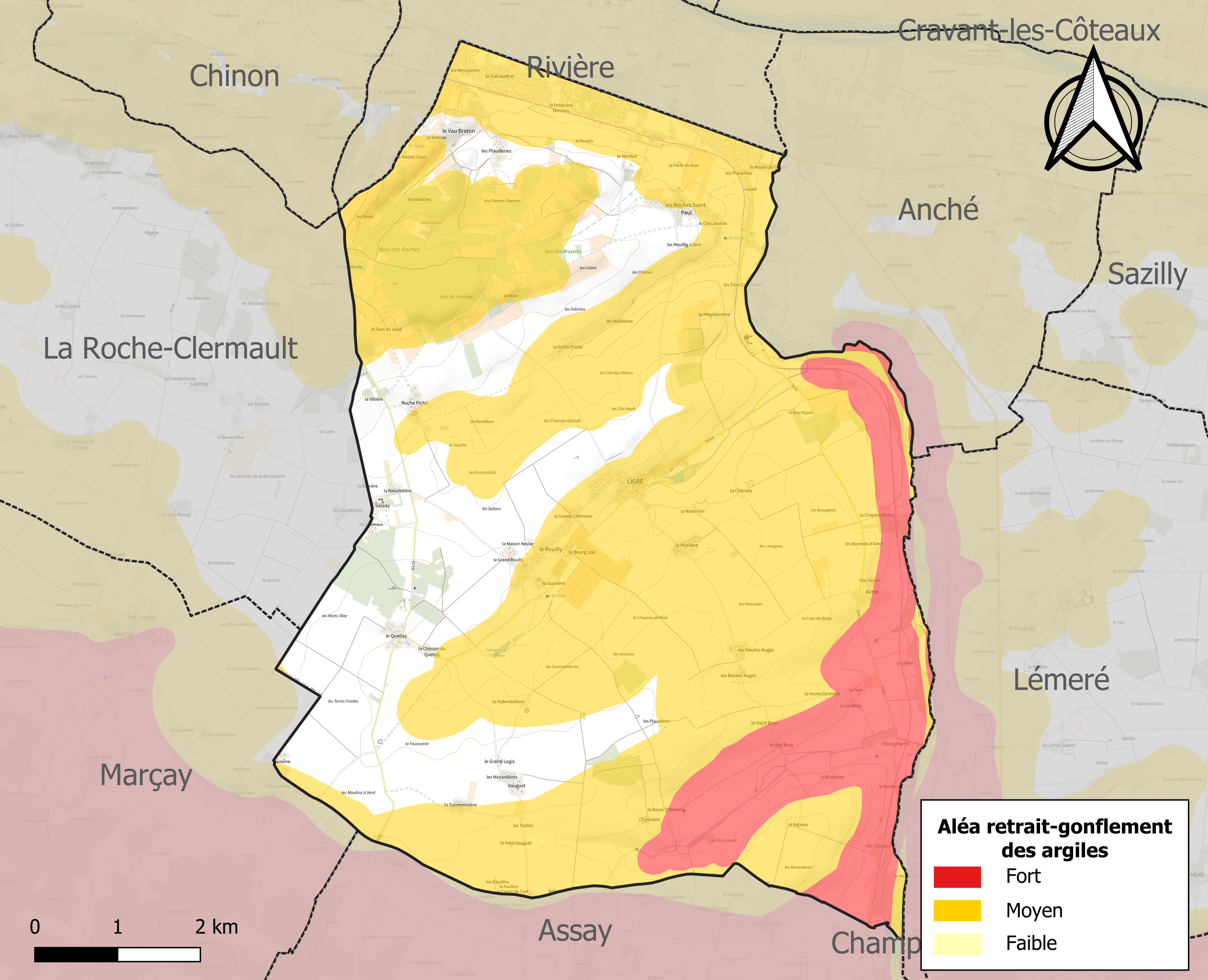
Carte des zones d'aléa retrait-gonflement des sols argileux de Ligré.

Le retrait-gonflement des sols argileux est susceptible d'engendrer des dommages importants aux bâtiments en cas d’alternance de périodes de sécheresse et de pluie. 74,9 % de la superficie communale est en aléa moyen ou fort (90,2 % au niveau départemental et 48,5 % au niveau national). Sur les 611 bâtiments dénombrés sur la commune en 2019, 490 sont en aléa moyen ou fort, soit 80 %, à comparer aux 91 % au niveau départemental et 54 % au niveau national. Une cartographie de l'exposition du territoire national au retrait gonflement des sols argileux est disponible sur le site du BRGM,.
Concernant les mouvements de terrains, la commune a été reconnue en état de catastrophe naturelle au titre des dommages causés par des mouvements de terrain en 1999.

#### Risques technologiques
En cas d’accident grave, certaines installations nucléaires sont susceptibles de rejeter dans l’atmosphère de l’iode radioactif. La commune étant située dans le périmètre immédiat de 5 km autour de la centrale nucléaire de Chinon, elle est exposée au risque nucléaire. À ce titre les habitants de la commune ont bénéficié, à titre préventif, d'une distribution de comprimés d’iode stable dont l’ingestion avant rejet radioactif permet de pallier les effets sur la thyroïde d’une exposition à de l’iode radioactif. En cas d'incident ou d'accident nucléaire, des consignes de confinement ou d'évacuation peuvent être données et les habitants peuvent être amenés à ingérer, sur ordre du préfet, les comprimés en leur possession.

## Politique et administration
| Période                                  | Période     | Identité         | Étiquette | Qualité                    |
| ---------------------------------------- | ----------- | ---------------- | --------- | -------------------------- |
| années 1980                              | années 1980 | Armand Moirin    |           |                            |
| années 1990                              | années 1990 | François Desnoué |           |                            |
| mars 2001                                | En cours    | Bernard Thivel   | DVG       | Retraité de l'enseignement |
| Les données manquantes sont à compléter. |             |                  |           |                            |

## Population et société

### Démographie
L'évolution du nombre d'habitants est connue à travers les recensements de la population effectués dans la commune depuis 1793. Pour les communes de moins de 10 000 habitants, une enquête de recensement portant sur toute la population est réalisée tous les cinq ans, les populations de référence des années intermédiaires étant quant à elles estimées par interpolation ou extrapolation. Pour la commune, le premier recensement exhaustif entrant dans le cadre du nouveau dispositif a été réalisé en 2008.

En 2022, la commune comptait 1 070 habitants, en évolution de +0,09 % par rapport à 2016 (Indre-et-Loire : +1,67 %, France hors Mayotte : +2,11 %).
| 1793  | 1800  | 1806  | 1821  | 1831  | 1836  | 1841  | 1846  | 1851  |
| ----- | ----- | ----- | ----- | ----- | ----- | ----- | ----- | ----- |
| 1 014 | 1 111 | 1 156 | 1 120 | 1 194 | 1 235 | 1 173 | 1 189 | 1 176 |

| 1856  | 1861  | 1866  | 1872  | 1876  | 1881  | 1886  | 1891  | 1896  |
| ----- | ----- | ----- | ----- | ----- | ----- | ----- | ----- | ----- |
| 1 189 | 1 177 | 1 128 | 1 133 | 1 066 | 1 050 | 1 060 | 1 098 | 1 030 |

| 1901  | 1906 | 1911 | 1921 | 1926 | 1931 | 1936 | 1946 | 1954 |
| ----- | ---- | ---- | ---- | ---- | ---- | ---- | ---- | ---- |
| 1 007 | 986  | 955  | 904  | 935  | 886  | 898  | 970  | 854  |

| 1962 | 1968 | 1975 | 1982 | 1990 | 1999 | 2006  | 2008  | 2013  |
| ---- | ---- | ---- | ---- | ---- | ---- | ----- | ----- | ----- |
| 884  | 802  | 705  | 792  | 903  | 966  | 1 019 | 1 035 | 1 064 |

| 2018  | 2022  | - | - | - | - | - | - | - |
| ----- | ----- | - | - | - | - | - | - | - |
| 1 061 | 1 070 | - | - | - | - | - | - | - |

### Enseignement
Ligré se situe dans l'Académie d'Orléans-Tours (Zone B) et dans la circonscription de Chinon.
L'école primaire accueille les élèves de la commune.

## Culture locale et patrimoine

### Lieux et monuments

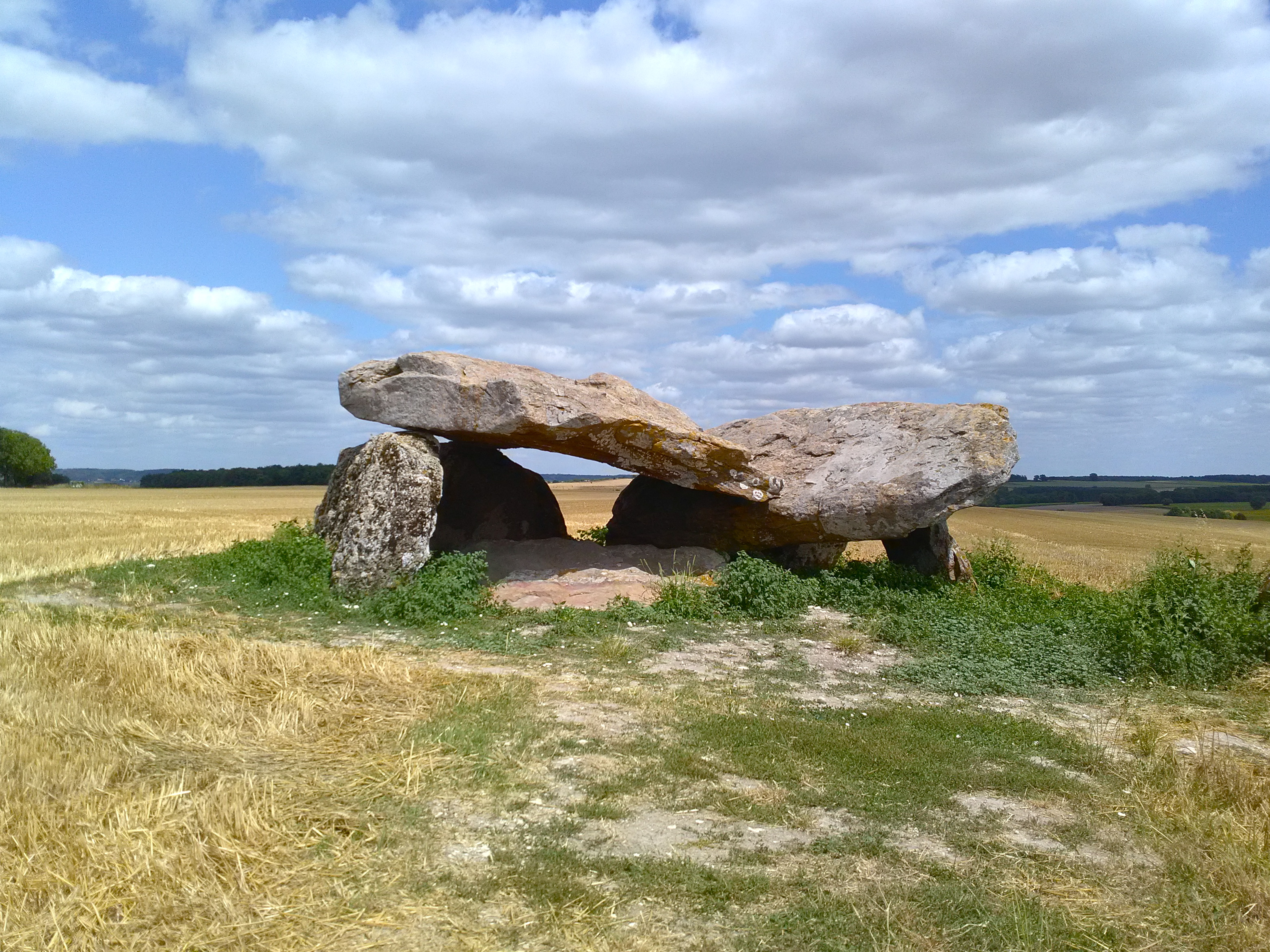
Le dolmen Le Carroir Bon Air.

- Le dolmen dit Le Carroir Bon Air classé depuis 1889 aux monuments historiques[31] ;
- Le prieuré des Roches-Saint-Paul, inscrit depuis 1952 aux monuments historiques[32] ;
- Le château de Sassay, inscrit depuis 1962 aux monuments historiques[33] ;
- L'église Saint-Martin, inscrit depuis 1962 aux monuments historiques[34] ;
- Le manoir de Beauvais, inscrit depuis 1974 aux monuments historiques[35].

### Personnalités liées à la commune
- Jordi Bonàs (1937-2017), peintre expressionniste espagnol, est inhumé à Ligré.
- Gabriel Thomas (aviateur) né à Ligré le 4 janvier 1896 et mort à Buenos Aires le 9 octobre 1976, est un aviateur français, As de la Première Guerre mondiale avec sept victoires homologuées. Il a fait partie des pionniers de l’Aéropostale puis d'Air France en Amérique du Sud.